# スピリット・オブ・コミュニケーション
スピリット・オブ・コミュニケーション（Spirit of Communication、通信の聖霊）は、アメリカ合衆国の電気通信企業AT&Tが長年にわたり自社のシンボルとしてきた像である。
背中に羽が生え、右手に有線通信を象徴する電話線の束、左手に無線通信（電波）を象徴する稲妻を持った人のブロンズ像であり、1916年に完成した。当初の名称は"Genius of Telegraphy"（電信の守護神）であり、後に"Genius of Electricity"（電気の守護神）を経て現在の名称に改称された。そのほか、非公式に「ゴールデンボーイ」(Golden Boy)とも呼ばれる。
当初はニューヨークのAT&Tの本社に設置されていたが、AT&Tの本社の移転にあわせてこの像も移動した。2009年より、この像はテキサス州ダラスにある。2022年現在では、この像はダラスのダウンタウンにあるAT&Tディスカバリー地区に設置されている。

## 歴史

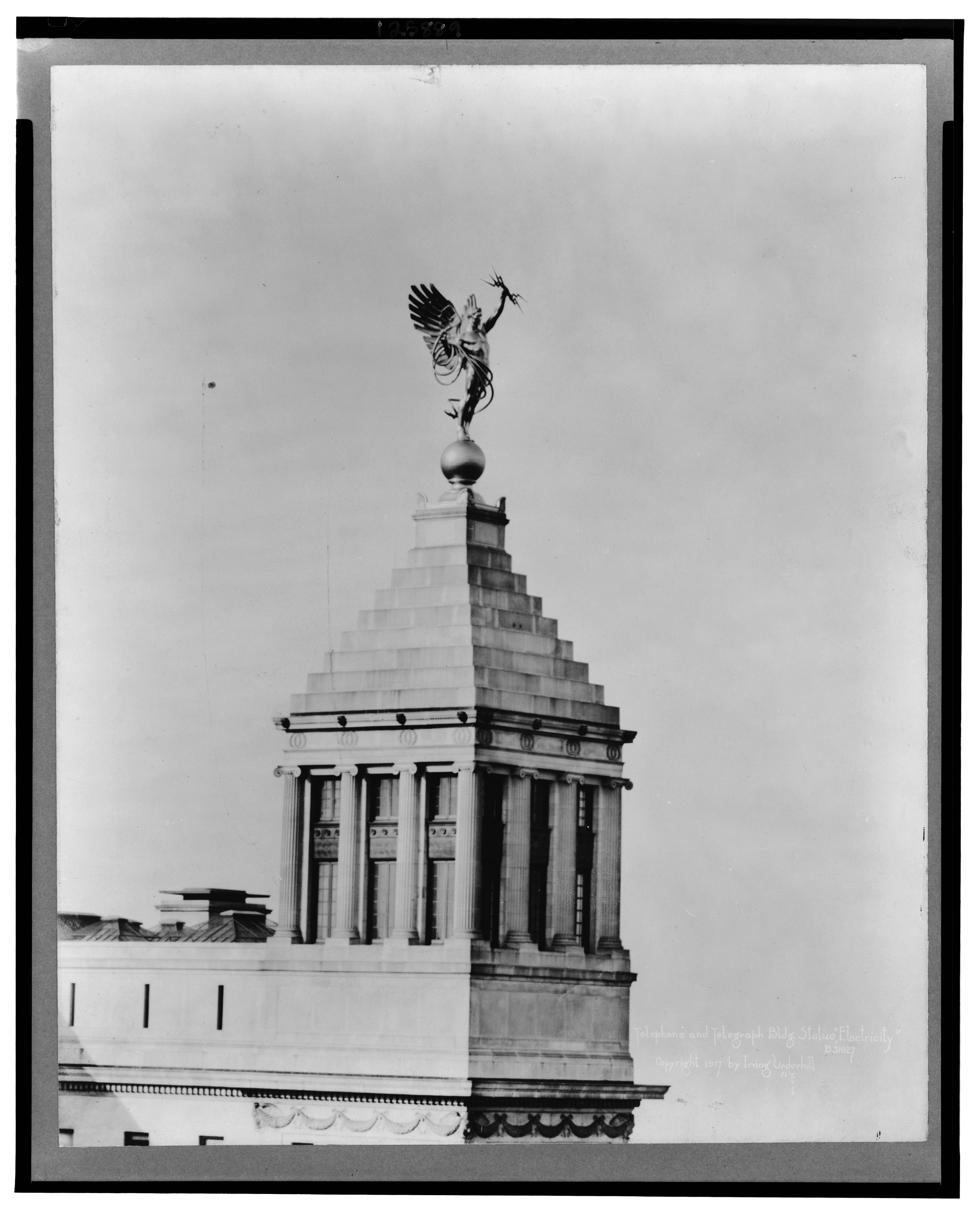
ニューヨークのAT&T本社ビルの頂上に設置された像

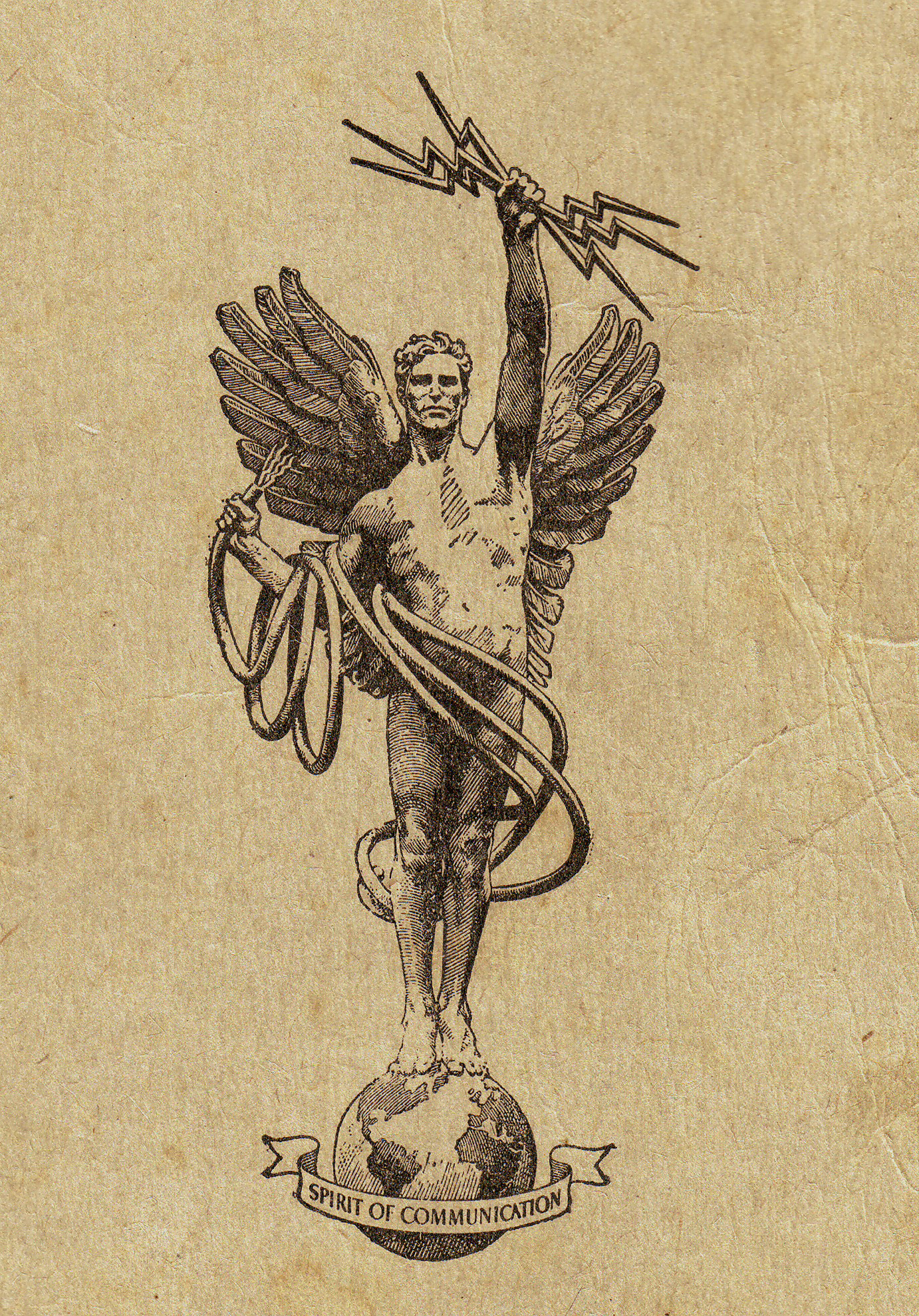
ベルシステムの電話帳の表紙に使われた像の絵

1914年、AT&Tは、電信を象徴する像のデザインのコンペを行い、勝者のイヴリン・ベアトリス・ロングマンに像の製作を依頼した。1916年に完成し、ブロードウェイ195番地のAT&T本社ビルの屋根の頂上に設置された。
重さは14.5トン以上、高さは7.3メートルで、背中の翼の大きさは2.7メートルである。ブロンズ製で、12,500枚以上の金箔で覆われている。当時、自由の女神像に次いでニューヨーク市で2番目に大きい像だった。
この像は、AT&Tの当時の社長のセオドア・ニュートン・ヴェイルによって"Genius of Telegraphy"（電信の守護神）と命名された。電信部門をウェスタンユニオンとして分社化したとき、この像の名前を"Genius of Electricity"（電気の守護神）に変更した。1930年代半ば、AT&Tはこの像の名前を現在の"Spirit of Communication"に変更した。
1984年、マンハッタンのマディソンアベニュー550番地に新しい本社ビルが作られたとき、この像は、新本社ビルを設計したフィリップ・ジョンソンの提案で新本社ビルの玄関ホールに移された。
1984年にベルシステムは解体された。マディソンアベニュー550番地の本社ビルは1992年にソニーに売却され、AT&Tの本社はアベニュー・オブ・ザ・アメリカス32番地に移転し、本社機能の大半はニュージャージー州バスキング・リッジに移された。新本社には像を設置するスペースが無かったため、この像はバスキング・リッジの社屋の正面玄関前に設置された。2002年にバスキング・リッジの敷地が売却され、この像とともに、13キロメートル離れたベッドミンスターに移転した。ここは以前にAT&Tの長距離部門の本部が置かれており、全米ネットワークのオペレーションセンターが置かれていた。
2005年11月、ベルシステムの解体によって生まれたいわゆる「ベビーベル」の1社で、テキサス州サンアントニオに本社を置くサウスウェスタン・ベル(SBC)がAT&Tを買収し、AT&Tインクに改称した。2008年、新生AT&Tは本社をテキサス州ダラスのウィテカータワーに移転し、翌2009年、この像をニュージャージー州ベッドミンスターからダラスの新本社の玄関に移した。2019年、この像はダラスのAT&Tディスカバリー地区に移設された。